# 三野和雄
三野 和雄（みの かずお、1949年8月21日 - ）は、日本の経済学者。京都大学名誉教授、同志社大学経済学部特別客員教授。第47代日本経済学会会長。専門はマクロ経済学。妻の速水洋子は京都大学東南アジア地域研究研究所所長。

## 学歴
- 1973年 関西学院大学経済学部卒業
- 1975年 神戸大学大学院経済学研究科修士課程修了（経済学修士）
- 1984年 ブラウン大学大学院経済学研究科博士課程修了 (Ph.D. in Economics)
  - 博士論文 Growth, Stability, and Money Supply Policies
- 1989年 経済学博士（神戸大学）
  - 博士論文 「マクロ経済動学研究」[3]

## 職歴
- 1977年 広島大学経済学部 助手
- 1978年 広島大学経済学部 講師
- 1984年 広島大学経済学部 助教授
  - 1987年1月-8月 ジョージア大学経済学部 客員准教授
- 1991年 東北大学経済学部 教授
- 1996年 神戸大学経済学部 教授
  - 1996年9月-1997年5月 ニューヨーク大学スターン・スクール・オブ・ビジネス 客員研究員
- 1998年 神戸大学大学院経済学研究科 教授
- 2004年 大阪大学大学院経済学研究科 教授
  - 2008年9月-2009年3月 京都大学経済研究所 客員教授
- 2009年 京都大学経済研究所 教授
  - 2011年4月-2012年3月 立命館大学経済学部 客員教授
- 2015年 京都大学名誉教授
  - 2015年4月-2016年3月 京都大学経済研究所 客員教授
  - 2015年4月23日-2015年9月 同志社大学経済学部 嘱託講師
  - 2015年10月-2016年3月 同志社大学経済学部 客員教授
- 2016年 同志社大学経済学部特別客員教授、京都大学経済研究所特任教授[4]

## 著書・編書
- 『マクロ経済学の基礎』（安井修二・浜田文雅・鴨池治・井川一宏と共著）有斐閣 1989年2月
- 『マクロ経済動学研究』広島大学経済学研究双書 1989年3月
- 『ミクロ経済学の基礎』（浜田文雅・石井安憲・前多康夫・千田亮吉・瀬古美喜との共著）有斐閣 1993年9月
- Global Integration and Competition（佐藤隆三・Rama Ramachandranとの共著）Kluwer Academic Publishers 1997年10月
- Economic Theory, Dynamics and Markets: Essays in Honor of Ryuzo Sato（根岸隆・Rama Ramachandranとの共編著）Kluwer Academic Publishers　2002年7月
- 『市場・動学・経済システム―佐藤隆三教授記念論文集』（根岸隆と共編著）日本評論社　2011年7月
- 『マクロ経済学』培風館 2013年12月
- Growth and Business Cycles with Equilibrium Indeterminacy (Advances in Japanese Business and Economics) Springer 2017年7月[4]

## 翻訳
- 佐藤隆三著 『技術変化と経済不変性の理論』（濃野隆之、筒井俊一と共訳）勁草書房 1984年 [Ryuzo Sato, Technical Change and Invarianceの全訳]
- H. ヴァリアン著『ミクロ経済分析』（佐藤隆三と共訳）勁草書房 1986年 [Hal R. Varian, Microeconomic Analysis（2nd edition）の全訳]
- W. ボウモル, A. ブラインダー著『マクロエコノミクス入門』（佐藤隆三監訳、川島康夫との共訳）H.B.J. 出版 1993年 [W.Baumol and A.Blinder, Macroeconomics（5th Edition）の翻訳]
- H. ヴァリアン著『入門ミクロ経済学』（佐藤隆三監訳、酒井泰弘、大住栄治、松下正弘他との共訳）勁草書房 1991年、2000年 [Hal Varian, Intermediate Microeconomics: A Modern Approach（2nd Editionおよび5th Edition）の全訳][4]